# Tommaso Bianchi
Pour les articles homonymes, voir Bianchi.
Tommaso Bianchi (né le 1er novembre 1988 à Piombino, dans la province de Livourne, en Toscane) est un footballeur italien.

## Clubs
- 2005-2011 : Plaisance FC  Italie
  - fév. 2010-2010 : Chievo Vérone  Italie (prêt)
- 2011-2013 : US Sassuolo  Italie
  - 2013-2014 : Modène FC  Italie (prêt)
- 2014-2016 : Leeds United  Angleterre